# نيو كانان (كونيتيكت)
نيو كانان (بالإنجليزية: New Canaan, Connecticut)‏ هي بلدة أمريكية تقع في الولايات المتحدة في كونيتيكت. يقدر عدد سكانها بـ 19,738 نسمة ومساحتها 58.3 كم2 وترتفع عن سطح البحر 105 أمتار.

## معرض صور

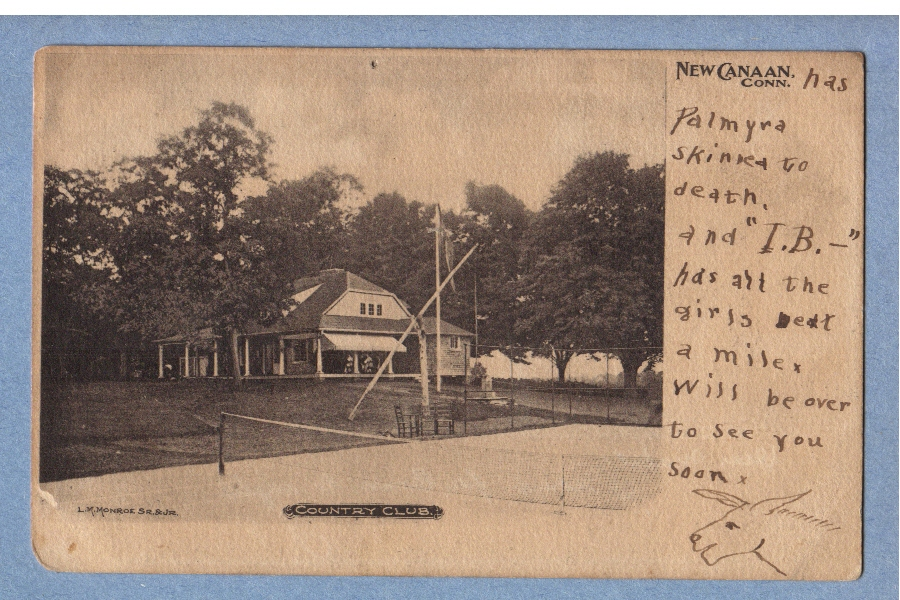
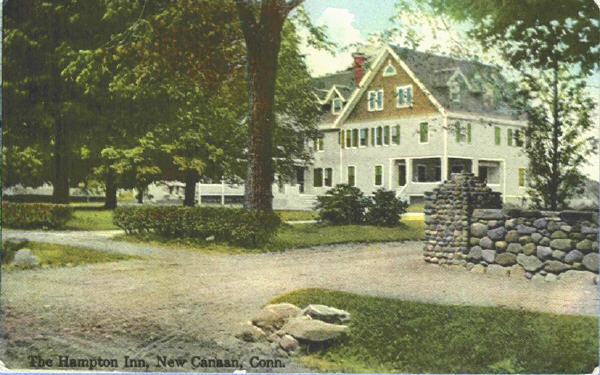
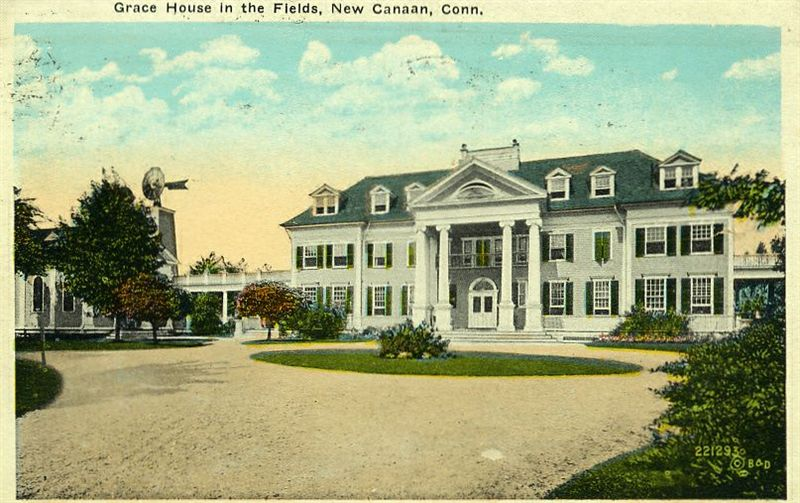
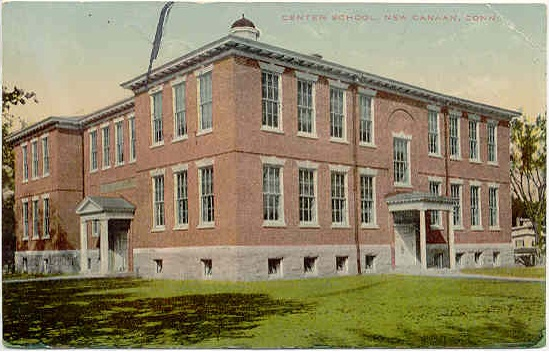

## أعلام
- ستيوارت سايمينغتون
- روبرت ليفينغستون
- ديفيد ويتني
- كلارا موريس
- ويل هانلي
- أنثوني كومستوك
- جيمس ستيفنز
- كورنيليا إليس هيلدبرانت
- صموئيل إم. هاموند
- ويليام بالدوين